# Hardeeville
Hardeeville város az USA Dél-Karolina államában, Beaufort és Jasper megyében. Lakosainak száma 7473 fő (2020. április 1.).

## Népesség
A település népességének változása:

| 2010 | 2 952 |
| 2020 | 7 473 |